# Polycarpaea longiflora
Polycarpaea longiflora är en nejlikväxtart som beskrevs av Ferdinand von Mueller. Polycarpaea longiflora ingår i släktet Polycarpaea och familjen nejlikväxter. Inga underarter finns listade i Catalogue of Life.